# Sacramento County
Sacramento County er et county beliggende i den centrale del af den amerikanske delstat Californien. Hovedbyen i amtet er Sacramento, som også er delstatens hovedstad. I år 2010 havde Sacramento County 1.418.788 indbyggere.

## Historie
Sacramento County blev grundlagt 18. februar 1850 som ét af Californiens oprindelige counties, og blev opkaldt efter Sacramento River.

## Geografi
Ifølge United States Census Bureau er Sacramento Countys totale areal på 2.578,3 km², hvoraf de 77,3 km² er vand. 

### Nabocounties
- San Joaquin County - syd
- Contra Costa County - sydvest
- Solano County - vest
- Yolo County - vest
- Sutter County - nordvest
- Placer County - nord
- El Dorado County - øst
- Amador County - øst

### Byer i Sacramento County
| - Citrus Heights - Elk Grove - Folsom - Galt - Isleton - Rancho Cordova - Sacramento |